# Vanessa gonerilla
Vanessa gonerilla (denominada popularmente, em língua inglesa, de New Zealand Red Admiral e, em língua maori, de Kahukura ou Kakāhukura) é uma borboleta da família Nymphalidae e subfamília Nymphalinae, encontrada na região biogeográfica australiana e endêmica das ilhas norte e sul da Nova Zelândia, em todo o país. Foi classificada por Johan Christian Fabricius, com a denominação de Papilio gonerilla, em 1775. A denominação maori Kahukura possui o significado de "manto vermelho".

## Descrição
Indivíduos desta espécie possuem as asas com envergadura de 5 a 6 centímetros, de contornos mais ou menos serrilhados e com tonalidades em negro, marrom, branco-azulado e vermelho-alaranjado, vistos por cima. Sua característica principal são os quatro ocelos negros, de centro azulado, presentes em uma ampla área avermelhada próxima à margem de cada asa posterior e que ficam, muitas vezes, encobertos quando a borboleta está pousada. Vistos por baixo, apresentam uma camuflagem críptica que varia do marrom ao amarelo-pálido e sua principal distinção é o ocelo de centro negro e margem azulada, próximo à uma região de coloração amarelada na margem anterior das asas dianteiras. O macho é menor do que a fêmea e tem faixas vermelho-alaranjadas mais estreitas. Estas faixas tendem ao laranja com o envelhecimento.

## Hábitos
Esta espécie é muito difundida na Nova Zelândia e pode ser encontrada em quase todo o habitat onde suas plantas-alimento larvais (do gênero Urtica, como Urtica ferox e Urtica dioica) cresçam, e  onde existam fontes de néctar floral disponíveis para os adultos. É principalmente uma borboleta florestal, mas pode ser vista na maioria dos locais, como em montanhas e jardins de cidades. Também podem ser avistadas se alimentando de frutos fermentados, em decomposição.
De acordo com Adrian Hoskins, Vanessa gonerilla é uma borboleta bastante comum, mas seu número diminuiu nas últimas décadas, possivelmente como resultado da introdução de Pteromalus puparum, uma vespa parasitoide importada da Europa para controlar a borboleta Pieris brassicae.

## Ovo, lagarta e crisálida
O ovo é verde, com 9 estrias verticais e colocado isoladamente sobre ou perto do caule ou talo de folhas de uma Urtica. Após a eclosão, sua lagarta vive dentro de um abrigo dobrado e atado com alguns fios de seda, confeccionado sobre uma folha de sua planta-alimento. Ela, inteiramente crescida, é preta e tem picos ramificados, dorsais e laterais, em cada segmento. A crisálida pode ser de coloração palha, manchada com marrom pálido, ou castanho escura. É suspensa a partir de uma haste ou um galho próximo ou talo de planta.

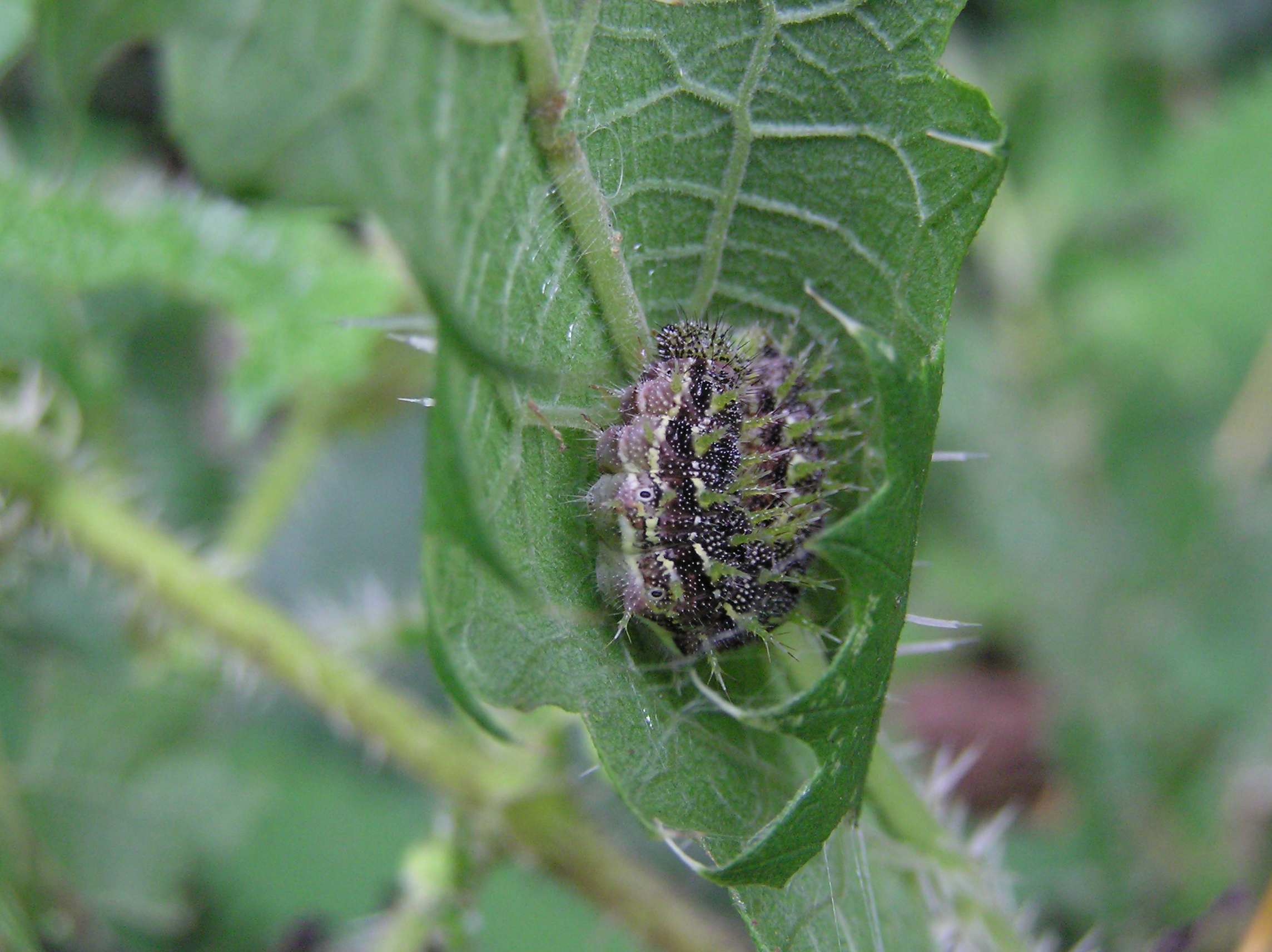
Lagarta de V. gonerilla, em seu abrigo numa folha de Urtica.

## Subespécies
V. gonerilla possui duas subespécies: 
- Vanessa gonerilla gonerilla - Descrita por Fabricius em 1775, de exemplar proveniente da Nova Zelândia.[1]
- Vanessa gonerilla ida - Descrita por Alfken em 1899, de exemplar proveniente das ilhas Chatham[1] - Possuindo uma área avermelhada mais larga e asas posteriores mais arredondadas do que a Red Admiral das ilhas norte e sul. Suas lagartas preferem se alimentar de Urtica australis.[4]